# Töpferstieg 17 (Gernrode)

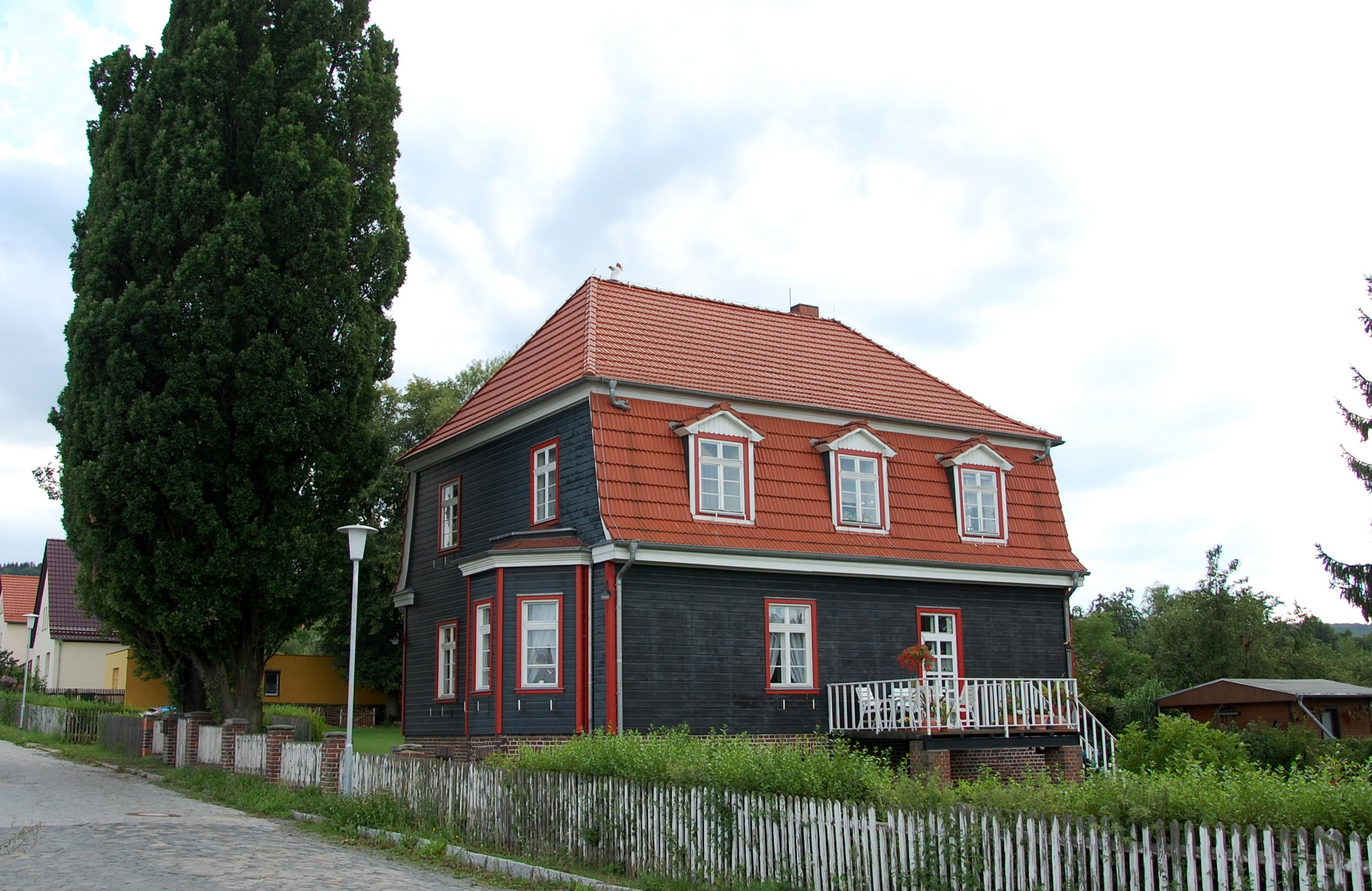
Haus Töpferstieg 17

Das Haus Töpferstieg 17 ist ein denkmalgeschütztes Gebäude in dem zur Stadt Quedlinburg in Sachsen-Anhalt gehörenden Ortsteil Stadt Gernrode.

## Lage
Es befindet sich nordöstlich der Gernröder Altstadt auf der Westseite des Töpferstiegs und ist im örtlichen Denkmalverzeichnis als Wohnhaus eingetragen.

## Architektur und Geschichte
Das zweigeschossige Gebäude entstand im Jahr 1938 als Wohngebäude des Besitzers eines Sägewerks. Der leichte Holzbau wurde auf einem Backsteinsockel errichtet. Das Haus besteht aus einer Konstruktion aus Holzständern und verfügt über eine Stulpschalung. Bedeckt ist das Gebäude von einem Mansardwalmdach. In das Dach sind Ausluchte eingefügt.
Die Konstruktionsform gilt als selten und wird als bauhistorisch wertvoll eingestuft.